# قائمة سجون الأردن
تشرف إدارة مراكز الإصلاح والتأهيل التابعة لمديرية الامن العام على السجون في الأردن.

## قائمة مراكز الإصلاح والتأهيل
- سجن سواقة
- سجن اربد
- سجن الطفیلة
- سجن الجويدة
- سجن الموقر1 (سجن الموقر)
- سجن الزرقاء
- سجن ام اللولو
- سجن البلقاء
- سجن الموقر2 (سجن الموقر)
- سجن معان
- سجن العقبة
- سجن ارمیمین
- سجن الكرك
- سجن ماركا
- سجن ام اللولو/نساء
- سجن النساء
- سجن قفقفا
- سجن سلحوب

## سجون سابقة
- سجن بیرین
- سجن الطفيلة